# Don't Trust Me
Don't Trust Me è un singolo del gruppo musicale statunitense 3OH!3, pubblicato nel 2008 ed estratto dall'album Want.

## Il brano
La canzone è stata scritta da Sean Foreman e Nathaniel Motte, ossia i due componenti del gruppo, insieme a Benjamin Levin aka Benny Blanco, anche produttore del brano.

## Tracce
- Download digitale

1. Don't Trust Me - 3:12